# 日本最古の石博物館
日本最古の石博物館（にほんさいこのいしはくぶつかん）とは、岐阜県加茂郡七宗町にある七宗町立の博物館である。

## 概要
近くを流れる飛騨川の飛水峡では、1970年（昭和45年）に日本最古の石が発見されている。このことにちなみ、1996年（平成8年）に開館した。日本最古の石の他、様々な石を展示し、地球の誕生から現在に至るまでの46億年の歴史がわかる展示がされている。

## 概況

### 利用案内
- 開館時間：9時～16時30分
- 休館日：毎週月曜日など
- 入館料：大人300円　高校生・70歳以上200円　小中学生100円など
- 建物は地上1階、地下1階。外観はUFOのイメージである。地上1階は地球の歴史や自然現象の展示。地下1階は様々な石が展示されている。

### マスコット
- 「レッキーくん」 - おむすびの形をした岩石に手と足が直接付いているのをデザインしたキャラクター。 「レッキー」の命名は、足立守教授によるものである。

## 主な展示物
地球最古の石
カナダ北部から見つかった39億6千万年前のアキャスタ片麻岩。
日本最古の石
飛騨川の河床の礫岩に含まれていた片麻岩は1970年（昭和45年）に足立守（名古屋大学博物館・教授、2008年（平成20年）4月現在）によって約20億年前の岩石と推定された。この礫岩（上麻生礫岩）は約1億6000万年前に出来た。

## アクセス
- JR高山本線 上麻生駅より徒歩で約15分。
- 七宗町営バス：中麻生線「木知洞」バス停下車、徒歩で約2分。

## 周辺施設
- 国道41号沿線にあり、隣接して道の駅ロック・ガーデンひちそうがある。